# System.map
No sistema operacional Linux, o arquivo System.map é uma tabela de símbolos do núcleo do sistema. Através desta tabela é possível consultar os endereços de cada símbolo na memória, o que pode ser necessário quando se realiza a depuração de uma ocorrência de kernel panic ou oops. Como os endereços podem mudar dependendo de como o núcleo é construído, este arquivo é gerado novamente a cada vez que o núcleo é compilado.